# Dodge Viper (ZB II)
Cet article concerne la quatrième génération de la Dodge Viper. Pour des informations générales sur la voiture de sport, voir Dodge Viper.
La Dodge Viper (ZB II) est la quatrième génération de la voiture de sport Dodge Viper produite par le constructeur automobile américain Dodge. Introduit pour l'année modèle 2008; le véhicule était le même que son prédécesseur à l'extérieur mais avait subi des changements mécaniques et intérieurs notables.

## Histoire et évolution
Pour l'année modèle 2008, la cylindrée du moteur est portée à 8 382 cm3 (8,4 L), ce qui a également permis d'augmenter la puissance de sortie à 612 ch (612 ch; 447 kW) à 6 100 tr/min et 760 N m de couple à 5 000 tr/min. Le moteur a été développé en collaboration avec McLaren Automotive et Ricardo Consulting Engineers et comprenait des têtes plus fluides avec des soupapes plus grandes, un calage variable des soupapes Mechadyne cam-in-cam sur les lobes de came d'échappement et double accélérateur électronique. D'autres modifications comprenaient une stabilité améliorée du train de soupapes à la fois des nouveaux profils d'arbre à cames et des vilebrequins à ressort de soupape dont la limite de régime pouvait être encore étendue de 300 tr/min avec une commande de moteur électronique développée par Continental AG; le contrôleur peut surveiller le vilebrequin et la position du cylindre jusqu'à six fois lors de chaque tir et dispose d'une puissance de traitement 10 fois supérieure à celle de l'unité précédente.
Aucun changement extérieur notable n'était présent sur la nouvelle génération de la Viper à l'exception d'un capot moteur ventilé. La transmission Tremec T56 a été remplacée par une nouvelle transmission Tremec TR-6060 avec triple synchroniseurs de première vitesse et double pour les rapports supérieurs. L'essieu arrière a également été remplacé et avait maintenant un différentiel à glissement limité à détection de vitesse GKN ViscoLok qui aidait à atteindre une adhérence maximale pour les pneus. Les nouveaux pneus Michelin Pilot Sport 2 augmentaient l'adhérence et la rétroaction du conducteur avec le système de suspension révisé (ressorts, barres anti-roulis et soupapes d'amortisseur).
Un autre changement notable a été le système d'échappement retravaillé; Les voitures précédentes de la troisième génération avaient un filtre d'échappement sous les sièges, ce qui entraînait une grande quantité de chaleur dans le cockpit, ce qui était initialement fait pour aider à améliorer la note d'échappement de la voiture, depuis les deux premières générations de la Viper, qui n'avait pas de filtre, ont été critiqués pour leurs notes d'échappement terne.
Il y a également eu des changements notables dans le système électrique de la voiture, notamment un alternateur de 180 ampères, deux ventilateurs de refroidissement électriques, un accélérateur électronique et un tout nouveau système de gestion du moteur VENOM. L'architecture de bus CAN avait été combinée avec des systèmes préexistants pour permettre la conformité réglementaire. Le système d'alimentation en carburant a été amélioré pour inclure une pompe à carburant et un système de filtration de plus grande capacité.

## Variantes

### Viper SRT-10 ACR

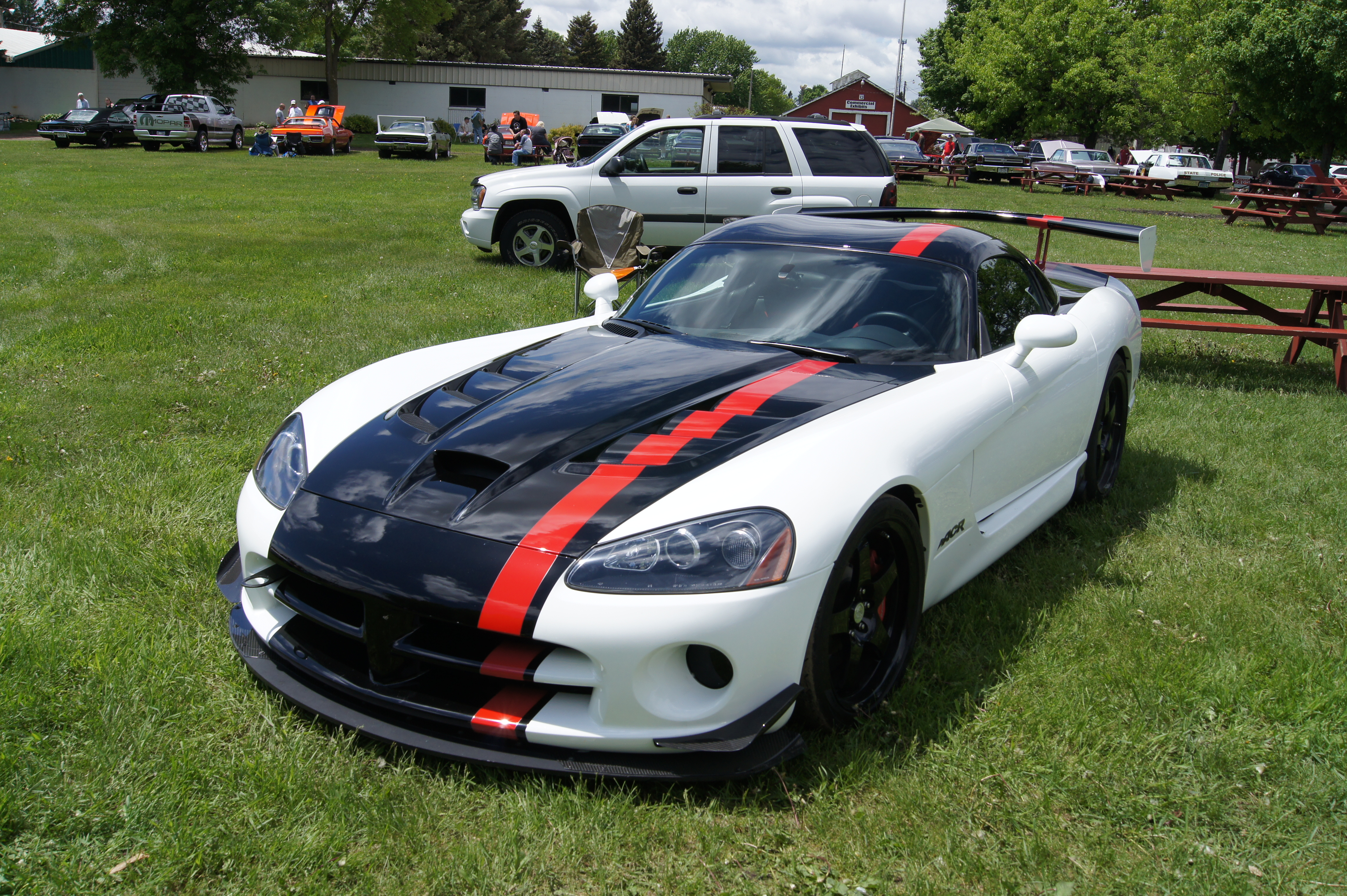
Dodge Viper ACR

La Viper SRT-10 ACR (American Club Racer) est une variante de la Viper SRT-10 axée pour la piste et axée sur la performance. L'intention était de combiner l'ADN de course de Dodge dans la Viper homologuée pour la route pour produire une voiture rapide, agile et légère sans compromettre son identité de conduite normale. Un séparateur avant en fibre de carbone, des canards avant et un aileron arrière ajustable en fibre de carbone ont rendu la voiture plus réactive dans les virages et lui ont permis de générer 454 kg d'appui à 241 km/h, répartis approximativement à 45 pour cent à l'avant et 55 pour cent à l'arrière. Le séparateur avant comprenait trois bandes de frottement amovibles et résistantes à l'usure, tandis que les câbles de tension en acier inoxydable fournissaient un soutien suffisant pour absorber l'énergie des déflexions mineures vers le haut. En termes d'aérodynamisme, la voiture utilisait de la fibre de carbone autoclavée haute performance pour réduire le poids. Des panneaux de remplissage légers remplacent les phares antibrouillard avant et des roues Sidewinder en aluminium forgé léger noir brillant avec des pneus de course Michelin Pilot Sport Cup approuvés par le DOT (homologués pour la route) complètent l'extérieur de la voiture. La Viper SRT-10 ACR présente une peinture bicolore avec une section centrale noire. Une bande optionnelle côté conducteur est disponible ainsi qu'un accent de cuir cousu sur le volant. Un schéma de peinture monotone est disponible en option avec un aileron arrière couleur carrosserie et deux bandes peintes. Cinq couleurs étaient spécialement disponibles pour la variante ACR, à savoir; Viper Red, Viper Black, Viper Violet, Viper Bright Blue Metallic et Viper Very Orange. L'intérieur est axé sur le conducteur avec la suppression du système audio au profit d'un cache léger sur le tableau de bord qui peut être utilisé pour monter un chronomètre, la suppression des tapis de sol, du coussin de silencieux sous le capot et du gonfleur de pneus dans la finition optionnelle "Hard Core" pour gagner du poids. L'utilisation de fibre de carbone plus l'intérieur minimaliste rend la voiture 80 lb (36 kg) plus légère que le coupé SRT-10 standard lorsqu'elle est équipée de la finition Hard Core et 40 lb (18 kg) plus légère sans la finition. La puissance est restée la même que celle de la SRT-10, mais la vitesse maximale a été réduite à 290 km/h pour les modèles de 2008-2009 et à 296 km/h dans les modèles de 2010 avec les plaques d'extrémité d'aile redessinées. La SRT10 ACR est dotée d'un système de suspension qui comprend des amortisseurs de course à ressorts réglables de KW Suspensions et des amortisseurs réglables dans les deux sens. Les amortisseurs et les fourches sont fabriqués à partir de billettes d'aluminium solides et sont optimisés pour une réduction de poids et des performances accrues. La puissance de freinage provient des rotors légers à fente en deux pièces StopTech combinés aux étriers Brembo de la Viper SRT10. Cette configuration réduit l'inertie de rotation et la masse non suspendue, améliore le refroidissement des freins et réduit considérablement la décoloration, même dans des conditions extrêmes. Grâce à l'amélioration des freins, la voiture s'arrête de 97 km/h à 0 en moins de 30 m. Le freinage à 129 km/h est plus court de 3 m que celui de la voiture standard, l'adhérence latérale en régime permanent s'est améliorée de 0,11 g et la dynamique transitoire améliorée grâce au salom augmente la vitesse moyenne de 5 km/h.

### Viper SRT-10 ACR X
La Viper SRT-10 ACR X est une variante en édition limitée plus puissante et uniquement pour la piste de la Viper ACR, produite à la fin de la production de la quatrième génération de la Viper. L'ACR X est propulsée par le même moteur V10 de 8 382 cm3 (8,4 L; 511) qui propulsait toutes les voitures de la quatrième génération, mais a reçu une augmentation de puissance de 640 ch (477 kW) à 6 100 tr/min et 820 N m de couple à 5 100 tr/min. La suspension est réglable et des taux de ressorts plus élevés permettent au châssis de maximiser l'adhérence des pneus Michelin slicks spéciaux pour la course de 18 pouces à l'avant et de 19 pouces à l'arrière. Diverses améliorations aérodynamiques, telles que des canards supplémentaires sur le carénage avant, fournissent jusqu'à 500 kg d'appui à 241 km/h, soit environ 50 de plus que sur l'ACR ordinaire. Le poids à vide de la X est réduit de 54 kg par rapport au poids de l'ACR standard. Le nouveau total - environ 1 451 kg - a été principalement réalisé en dépouillant complètement l'intérieur. Le tableau de bord et la console centrale sont conservés de l'ACR et un arceau de sécurité à huit points certifié par la SCCA et une pile à combustible ont été installés, un siège et un harnais de course uniques, la suppression des vitres latérales et un volant Momo amovible complètent l'intérieur. D'autres ajouts de course incluent un système d'extinction d'incendie, des refroidisseurs de transmission et de différentiel et des disques de frein avant plus grands alimentés par des conduits plus efficaces que ceux des voitures de rue. L'amélioration du rapport poids / puissance de la X améliore l'accélération de 1/10 de seconde par rapport au temps de 3,4 secondes de l'ACR au 0 à 97 km/h et permet à la voiture de parcourir 1⁄4 de mile (402 m) en 11,8 secondes à 203 km/h. Les modifications apportées à la voiture lui permettent d'atteindre 1,08 g d'adhérence au skidpad, mais à cause de la traînée extrême générée par tous les composants aérodynamiques générant une force d'appui, la vitesse de pointe est réduite à 298 km/h.

## Production
Le 4 novembre 2009, le président et chef de la direction de la marque Dodge, Ralph Gilles, a annoncé que la Viper cesserait sa production à l'été 2010.
Gardant à l'esprit la fin de la production, Dodge a annoncé plusieurs Viper en édition spéciale pour l'année modèle 2010:
Voodoo Edition : La Voodoo Edition (31 unités ont été fabriquées) était une version spéciale de l'édition ACR qui comprenait une peinture noire spéciale et des bandes rouges. La Voodoo Edition avait également un intérieur et un volant uniques.
1:33 Edition : La 1:33 Edition était une autre version de l'édition ACR qui célèbre le record du tour, non officiel à l'époque, au Mazda Raceway Laguna Seca. La 1:33 Edition avait de la peinture noire et de la peinture rouge deux tons. Les voitures 1:33 ont une garniture noire piano à l'intérieur et des surpiqûres rouges sur les sièges.
Final Edition : Le 10 février 2010, Dodge a commencé à accepter les commandes des modèles Viper SRT10 «Final Edition». Seulement 50 voitures ont été produites (20 coupés, 18 roadsters et 12 ACR). Les voitures «Final Edition» portaient le code de construction spécial «AXZ» et devaient être les toutes dernières voitures Viper.
Le 1er juillet 2010 a mis fin à la production de la quatrième génération de la Dodge Viper. Lors d'un événement organisé par Dodge et le Viper Club of America, la dernière itération de la Viper, qui a reçu une finition or avec des rayures orange contrastantes, a été présentée devant les participants à la cérémonie. Son achèvement a commémoré la fin de la production de la Viper ZB II.

## Performance
- 0 à 97 km/h : 3,79 s[14]
- 0 à 161 km/h : 7,6 s[14]
- 1⁄4 de mile (402 m) le plus rapide: 10,92 s à 209 km/h[15]
- vitesse de pointe: 325 km/h
- slalom: 119 km/h+
- accélération moyenne au skidpad : 1,05 g (10,4 m/s2)
- 161 à 0 km/h : 82 m

Le magazine Car and Driver a testé la voiture et a trouvé un temps de 0 à 97 km/h de 3,6 secondes, un temps de 0 à 161 km/h de 7,6 secondes et un temps du 1⁄4 de mile (402 m) de 11,5 secondes à 203 km/h. Les prétentions de Dodge pour la vitesse maximale sont de 317 km/h pour le Roadster et de 325 km/h pour le coupé. Car and Driver a également testé les performances de la Viper sur piste et a réussi un temps au tour rapide de moins de 3 minutes autour du Virginia International Raceway. Le temps de la Viper, malgré le temps chaud, était plus rapide que celui des Corvette Z06, Ford GT, Nissan GTR, Porsche 911 Turbo, 911 GT3 et 911 GT2, Audi R8 et autres voitures similaires. Selon Car and Driver et Motor Trend, la configuration de la suspension légèrement ajustée et le nouveau différentiel de la voiture lui ont donné une capacité de virage aussi nette qu'auparavant avec un meilleur contrôle, une meilleure rétroaction et une meilleure réponse.

## Records de tours
La SRT-10 ACR a été mise à l'épreuve au Nürburgring et a réussi un temps record de 7 min 22 s 1. Kuno Wittmer a piloté une Dodge Viper ACR de 2010 homologuée pour la route avec un tour record de 1 min 59 s 995 au Miller Motorsports Park de Tooele, Utah, le lundi 11 avril, franchissant la barre des 2 minutes pour la première fois dans une voiture de série sur la configuration du parcours extérieur de 3,048 miles.
Les Dodge Viper ACR et ACR-X ont conservé un temps au tour du Nürburgring Nordschleife de 7 min 12 s 13, et 7 min 3 s 06 respectivement, battant des voitures valant dix fois leurs prix.